# Belgique aux Jeux olympiques d'hiver de 2010
Cet article contient des informations sur la participation et les résultats de la Belgique aux Jeux olympiques d'hiver de 2010 à Vancouver au Canada. Elle était représentée par huit athlètes.

## Délégation
La délégation belge pour ces Jeux se compose de huit athlètes, engagés dans quatre sports, ainsi que de huit entraîneurs et trois médecins. Le chef de mission est Eddy de Smedt, assisté de Philippe Preat.

## Cérémonies d'ouverture et de clôture

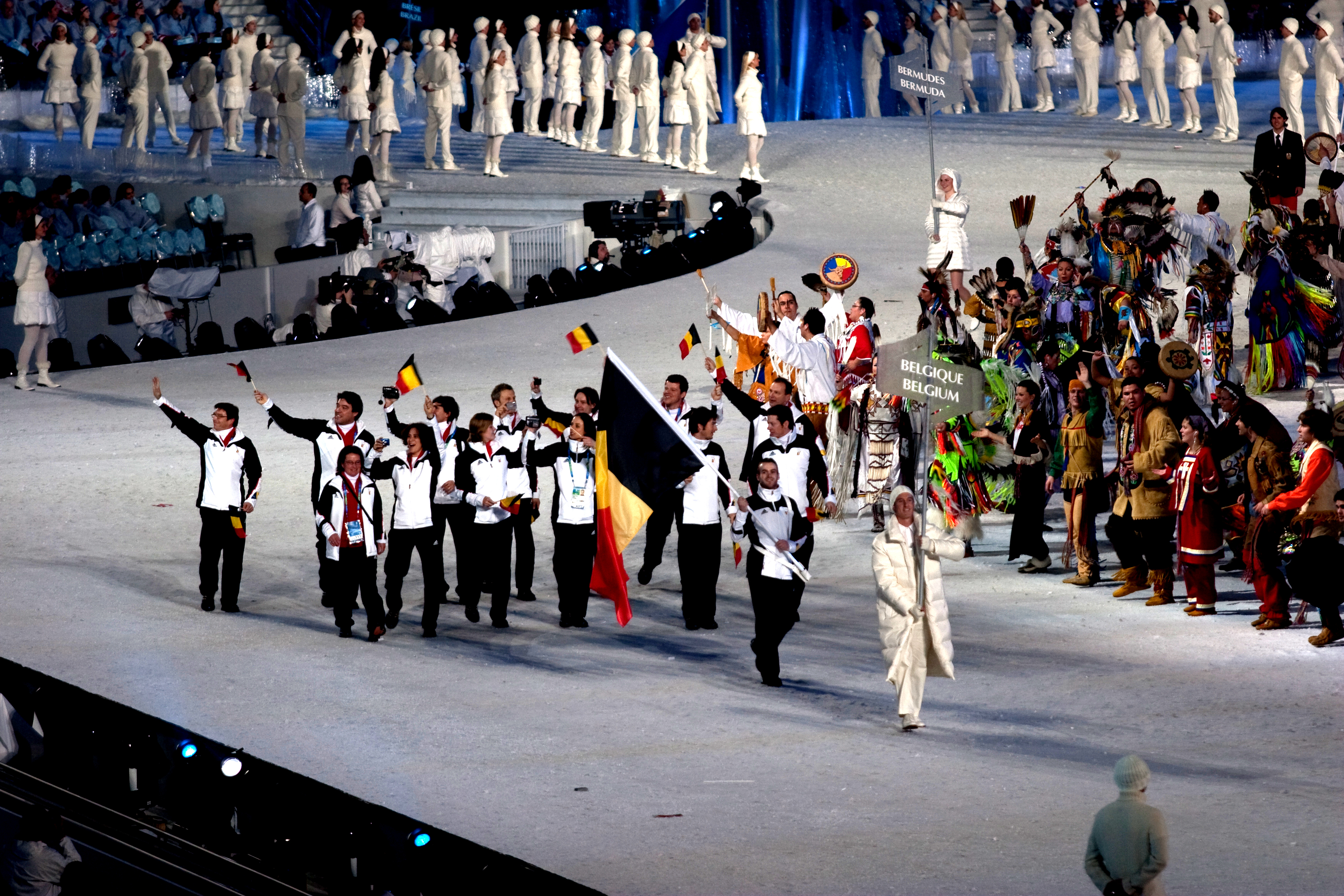
Entrée de la délégation belge lors de la cérémonie d'ouverture.

Comme cela est de coutume, la Grèce, berceau des Jeux olympiques, ouvre le défilé des nations, tandis que le Canada, en tant que pays organisateur, ferme la marche. Les autres pays défilent par ordre alphabétique. La Belgique est la onzième des 82 délégations à entrer dans le BC Place Stadium de Vancouver au cours du défilé des nations durant la cérémonie d'ouverture, après la Biélorussie et avant les Bermudes. Cette cérémonie est dédiée au lugeur géorgien Nodar Kumaritashvili, mort la veille après une sortie de piste durant un entraînement. Le porte-drapeau du pays est le patineur Kevin Van Der Perren.
Lors de la cérémonie de clôture qui se déroule également au BC Place Stadium, les porte-drapeaux des différentes délégations entrent ensemble dans le stade olympique et forment un cercle autour du chaudron abritant la flamme olympique. Le drapeau belge est alors porté par Pieter Gysel, spécialiste du short-track.

## Engagés par sport

### Bobsleigh
Femmes
- Elfje Willemsen
- Eva Willemarck

### Patinage artistique
Hommes
- Kevin Van Der Perren

Femmes
- Isabelle Pieman

### Patinage de vitesse sur piste courte
Hommes
- Pieter Gysel

### Ski alpin
Slalom H
- Bart Mollin
- Jerke Van den Bogaert

Slalom F
- Karen Persyn

## Diffusion des Jeux en Belgique
Les Jeux olympiques de Vancouver sont diffusés en Belgique par les châines Één et Canvas, du groupe audiovisuel flamand Vlaamse Radio- en Televisieomroeporganisatie (VRT). Les Belges peuvent également suivre les épreuves olympiques sur le câble et le satellite sur Eurosport. La RTBF, VRT, Eurosport et Eurovision permettent d'assurer la couverture médiatique belge sur internet.